# Gotlands Lantbruksmuseum

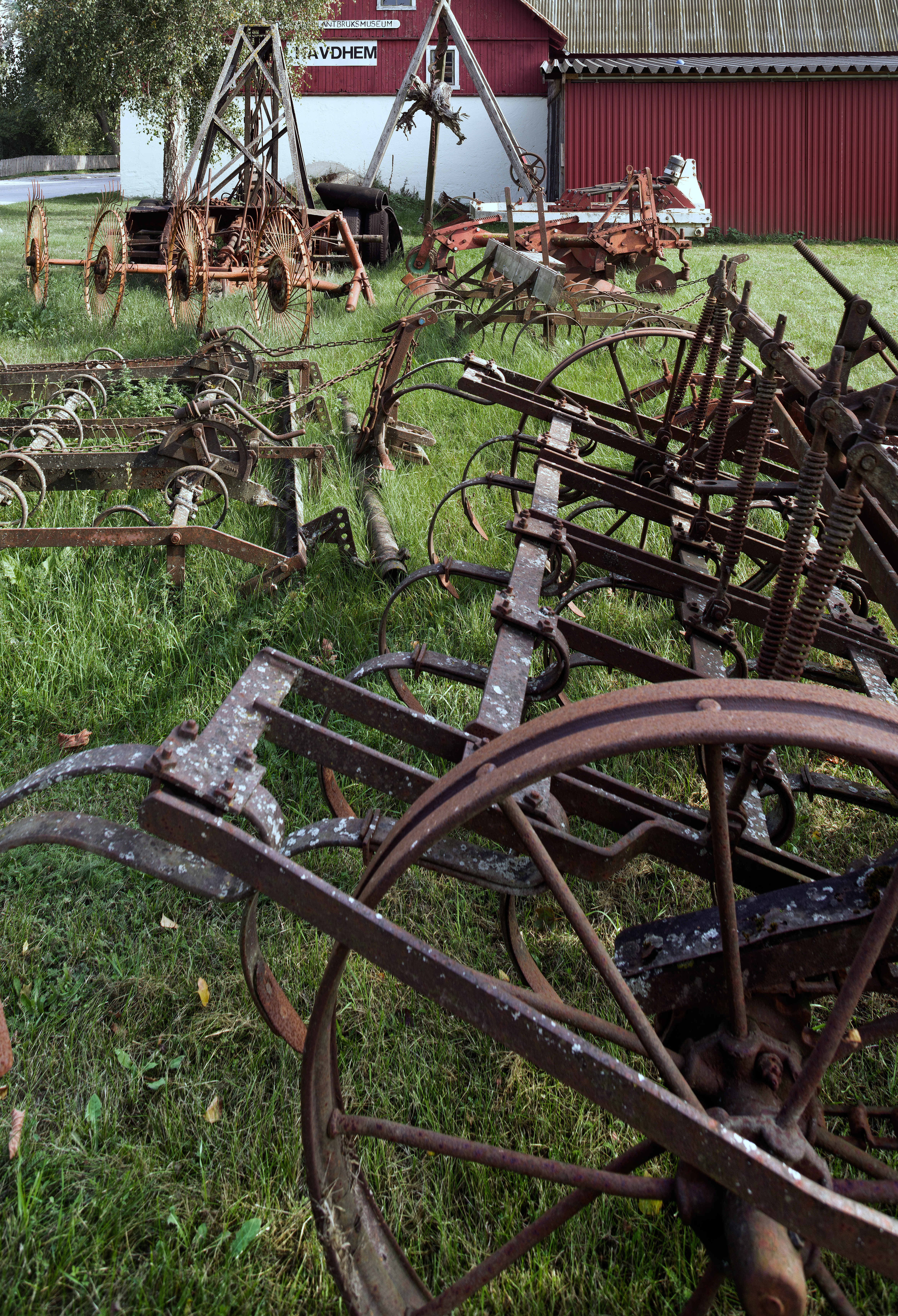
Ute vid vägen skyltar museet med äldre redskap.

Gotlands lantbruksmuseum bildades den 6 november 1986 av Stiftelsen Gotlands Lantbruksmuseum, som består av Havdhems hembygdsförening, Region Gotland, Gotlands Fornvänner, Gotlands Hushållningssällskap, LRF Gotland samt Gotlands Hembygdsförbund. Museet är inhyst i Spenarve gård med anor från 1300-talet.
Museets huvudsyfte är att sprida kunskap om det gotländska lantbrukets historia och betydelse. I museet visas lantbrukets olika delar och delmoment i arbetet under jordbruksåret. Föremålen belyser lantbrukets mekanisering och historiska utveckling. Utställningarna berättar också om människorna i jordbrukssamhället, som arbetade med föremålen, och ofta tillverkade dem. I museet har också inretts en skolsal med inventarier från slutet av 1800-talet och framåt, bland annat ett kemilaboratorium. Det finns en omfattande fotografisamling och en emigrantlista.
Det allra mesta visas inomhus i stora ladan, tvätteriet och snickarboden.